# Копрец (язовир)
Копрец е язовир, разположен в Община Търговище, област Търговище, България. Той се намира в землището на село Копрец, на 3 км от село Търновца и на около 3.5 км от село Черковна. Намира се в близост до местността „Тепето“ и до язовир „Черковна“.
През есента на 2008 година общината провежда търг за отдаване под наем на язовира.